# Pepe Martínez
José Martínez Barajas, más conocido como Pepe Martínez o Don Pepe  (Tecalitlán, Jalisco, México, 27 de junio de 1941-Guadalajara, México, 23 de abril de 2016) fue un violinista, arreglista y compositor mexicano, quien se destacó por sus contribuciones significativas a la música de mariachi desde finales de la década de 1960 hasta los comienzos de la década de 2010; primero como uno de los fundadores del Mariachi Nuevo Tecalitlán, y posteriormente como director musical del Mariachi Vargas de Tecalitlán (de 1975 hasta 2013), para los cuales fue uno de sus principales compositores y arreglistas.

## Infancia y juventud (1945-1975)
De Tecalitlán (Jalisco), nació el 27 de junio de 1941 siendo el quinto de nueve hijos del humilde matrimonio conformado por Blas Martínez Panduro (1913-2016) y la señora Rosario Barajas. Se inició en la música gracias a su padre, ya que este ejerció como arpero y perteneció al Mariachi Vargas durante la década de 1940, gracias a una invitación de Silvestre Vargas.
A los años Pepe Martínez, junto a su familia, se trasladan a Guadalajara, donde comenzó a estudiar informalmente varios instrumentos de mariachi, y ya para los 10 años comenzó a cantar en el transporte público. Finalmente se interesó en el violín, y a los 13 años ya tocaba junto a su padre en el Mariachi Los Charros de Jalisco, perteneciente al IV Regimiento de infantería del Ejército Mexicano. Durante su permanencia, su talento llamó la atención del general Bonifacio Salinas, quien le otorgó una beca por tres años para realizar estudios de violín con el profesor Ignacio Camarena, de armonía con Higinio Velázquez y de solfeo con Luis H. Rivera, logrando concluir sus estudios antes de los tres años.
Luego de salir del ejército, a los 15 años fundó el Mariachi Los Tigres de Jalisco el cual duró menos de un año; posteriormente se traslada a Ciudad de México para integrarse al Mariachi Perla de Occidente, un grupo del cual posteriormente saldrían músicos que integrarían conjuntos como el conocido Mariachi Vargas. Durante este periodo adquirió experiencias importantes, entre ellas grabar con cantantes como Javier Solís y presentarse en escenarios famosos de la época, como el Teatro Blanquita.
De nuevo en Guadalajara, fundó el Mariachi los Tecolotes en 1961, en donde grabó sus primeros arreglos musicales para un álbum histórico del grupo; para el mismo año viaja al sur de California para integrarse al Mariachi Águila, donde permanece durante cinco años en uno de los dos mejores mariachis de Estados Unidos en aquel entonces.
En 1965 Pepe y su hermano Fernando Martínez (1946-1998) fundan el Mariachi Nuevo Tecalitlán, para lo cual seleccionaron a los mejores elementos disponibles en Guadalajara, y a quienes Pepe enseñó a leer música, además de reunirlos cada semana para estudiar y ensayar, convirtiéndose en un mariachi que se destacó por la calidad de sus arreglos. Inicialmente la agrupación tocaba para el restaurante Cazadores campestre, en Tlaquepaque (de 1968 a 1995), a la vez que se presentaban en diferentes programas musicales populares en la época, como Siempre en Domingo y México, magia y encuentro.
Progresivamente el grupo se convirtió en uno de los más prolíficos de todos los tiempos -en términos de discos grabados-. Fue en este periodo cuando perfeccionó sus dotes como arreglista, llegando a grabar más de 500 arreglos originales en más de 100 discos de larga duración. Posteriormente, en 1975 Pepe se retira del grupo, dejando a Fernando la dirección del mismo (el cual desempeña hasta su fallecimiento, en 1998).
Para 1967, Martínez contrajo nupcias con la señora Angelina Pérez (Hija de Felipe Pérez, quien fue guitarrista del Vargas en la década de 1950), de cuya unión nacieron Rosario, José jr., Felipe y Javier; todos ellos dedicados a la música.

## Con elMariachi Vargas de Tecalitlán
Pepe ingresó al Mariachi Vargas en 1975 como violinista y director musical, por invitación de Silvestre Vargas (1901-1985) y Rubén Fuentes (n. 1926), sustituyendo a Jesús Rodríguez de Hijar (quien en ese mismo año crea su Mariachi de América). Para entonces, en el Vargas se estableció un patrón en la grabación de discos -iniciado a finales de los sesenta-, en la que cada conjunto de instrumentos se grababa por separado, se hacía la mezcla, y finalmente se agregaba la voz. Esta tendencia, además de otras transformaciones impulsadas durante aquellos años por Vargas y Fuentes, hicieron de la agrupación una marca comercial que, en palabras de Martínez:

Funciona en todos los niveles: el musical, el administrativo, el comercial, de disciplina, de elección de nuevos elementos y de aceptación por parte del público, es conocido mundialmente y representa a México
José Martínez Barajas, entrevista de 2007. Citado por Jáuregui.

Para 1976 se inicia el movimiento de enseñanza y difusión de la música de mariachi en San Antonio (Texas), conocidos como mariachi conferences (encuentros de mariachi)., en los cuales Martínez fue el principal coordinador de los talleres que el Vargas aplicaba en aquel estado. Dichos talleres se siguen dictando allí, así como en Houston, Chicago, en el estado de California y en Jalisco.
En 1977, y bajo la dirección de Pepe, con Fuentes como productor general, el Vargas editó tres elepés de música venezolana que son comercializadas exclusivamente en dicho país. Y para finales de esta década el grupo diseñó y estableció las piezas musicales de tipo popurrí, sintetizando en ellas fragmentos de diversas tradiciones musicales de México, así como de música latinoamericana y éxitos internacionales. Martínez realizó importantes contribuciones en este terreno como arreglista, en los que se destacan popurrís como Los gallos, Viva Jalisco (finales de 1970), los llamados Veracruz I, II, III y Pepe Guízar en las décadas de 1990 y 2000, entre otros.
De manera particular sobresalen sus facetas como arreglista en piezas clásicas como Caballería ligera (F. von Suppé), Las bodas de Luis Alonso (G. Giménez), Somos novios (A. Manzanero), El cascabel (L. Barcelata), Por amor (R. Solano);  y como compositor de Cuerdas de satín, Lluvia y granizo, El sí que sí, Trompeterías, Qué chulada de mujer, Para dejarte de amar, Piel con piel, El viajero y La fiesta del mariachi, estos dos últimos grabados en la voz de Luis Miguel en sus álbumes México en la piel (2004) y ¡México por siempre! (2017), respectivamente, entre otros. Sin embargo, es con Violín Huapango (basado en la letra de Juan Arturo Ortega) que resalta su lado creativo, una pieza elaborada para destacar sonidos de cada instrumento del conjunto por separado: arpa, vihuela, guitarrón, guitarra, trompetas y violines. La composición se estrenó en el festival de mariachi de Tucson en 1986, con el Mariachi Vargas.

### Óperas
A comienzos de la década de 2010 y llevando más de 30 años como director musical del Vargas, Pepe junto con la agrupación incursionan en la ópera para mariachi en el mundo con las siguientes obras:

#### Cruzar la cara de la luna
Se trata de la primera ópera escrita y compuesta para mariachi en el mundo, comisionada por Anthony Freud (para entonces director de la Houston Grand Opera) en 2008 como parte del proyecyo Song of Houston: México 2010 para la celebración del Bicentenario de la Independencia de México (1810) y el centenario de la Revolución Mexicana (1910). Con un libreto de Leonard Foglia y la música escrita por Martínez, la obra tuvo su debut mundial el 13 de noviembre de 2010 en la ciudad de Houston. Cuenta la historia de Laurentino: un anciano originario de Michoacán que emigra a los Estados Unidos en búsqueda de mejores oportunidades, dejando una familia en su tierra natal y que, luego de tres generaciones y ya moribundo, anhela regresar a su lugar de origen. Como parte de esta narrativa ambientada en la emigración, se hace frecuente la presencia de la mariposa monarca y sus migraciones anuales.

#### El pasado nunca se termina
En esta segunda obra de su tipo, se reúnen nuevamente a Foglia (libretos) y a Pepe (música) para su composición, comisionada por la Lyric opera de Chicago (para ese momento dirigida por Freud, quien previamente comisionó la realización de Cruzar la cara de la luna). Debutó a nivel mundial el 28 de marzo de 2015, en la Civic Opera House. La historia se sitúa en una hacienda en el estado mexicano de Morelos en 1910, en vísperas de la Revolución Mexicana. Allí se cuenta la historia de dos familias: una indígena y otra de ascendencia europea, de manera que se entrelazan en el tiempo hasta llegar a la actualidad, cuando sus descendiente ya radicados en Estados Unidos deben reconciliarse con su difícil pasado.

## Últimos años y muerte
Para 2012, y llevando más de 35 años en el Vargas, José comenzó a manifestar síntomas dados por fallas a la hora de responder en las conversaciones, al marcar el ritmo de cada canción en las presentaciones con el grupo, y que se hicieron con el tiempo más manifiestos, lo que hizo que sus apariciones en público se hicieras menos frecuentes, hasta que se vio obligado a retirarse de la dirección musical del Mariachi en 2013; fue para aquel entonces cuando se le diagnosticó demencia vascular. Ya retirado del grupo, permaneció en compañía de su familia y asistiendo a talleres para personas con otras patologías neurodegenerativas, mientras las manifestaciones de su enfermedad fueron progresando con el tiempo. En 2016 se hicieron más notorios sus quebrantos de salud, por lo que fue hospitalizado en un centro de salud de Guadalajara donde permaneció por más de una semana, hasta que, por complicaciones respiratorias falleció en la noche del sábado 23 de abril. El Mariachi Vargas de Tecalitlán, a través de su grupo en Facebook, lo informó así:

Quiero pedir un minuto de aplausos para un gran músico, pero sobre todo un gran ser humano que llenó nuestra vida de alegría. Dios lo tenga en su Gloria, descanse en paz, José "Pepe" Martinez. Toda la familia Martinez y compañeros del Mariachi Vargas Unidos
Mariachi Vargas de Tecalitlán, a través de Facebook.

Posteriormente, el lunes 25 del mismo mes, se le realizó un homenaje de cuerpo presente en el Teatro Degollado, donde participaron el Vargas, el Mariachi Nuevo Tecalitlán, Femenil Nuevo Tecalitlán, Mariachi Corona, Jalisco es México, y Sol de América. Posteriormente sus restos se trasladaron a la Catedral Metropolitana de Guadalajara, donde se ofreció una eucaristía.